# Eucalyptus argillacea
Eucalyptus argillacea là một loài thực vật có hoa trong Họ Đào kim nương. Loài này được W.Fitzg. ex Maiden mô tả khoa học đầu tiên năm 1918.